# 쓰키가세촌
쓰키가세촌(月ヶ瀬村)은 나라현 소에카미군에 설치되었던 정이다.
2005년 4월 1일 소에카미군 쓰게촌과 함께 나라현에 편입되었다. 

## 역사
- 1889년 4월 1일 - 정촌제 시행과 함께 5개촌의 구역을 확대해 쓰키가세촌이 성립하였다.
- 1986년 11월 1일 - 우편번호를 518-12에서 630-23으로 변경되었다.
- 2005년 4월 1일 - 나라시에 편입되었다. 동일 쓰키가세촌은 폐지되었다.

## 행정관할
- 경찰
  - 나라현경 나라경찰서
- 토목
  - 나라현 나라 토목 사무소